# Русский фашизм
Русский фашизм — идеология, разновидность русского национализма в 1930—1940-е годы, характеризующаяся симпатией к итальянскому фашизму и германскому национал-социализму, ярко выраженным антикоммунизмом и антисемитизмом.
Русский фашизм имеет свои корни в движениях, известных в истории как «чёрная сотня» и «белое движение». Был распространён среди белоэмигрантских кругов, проживающих в Германии, Маньчжоу-го и США. В Германии и США (в отличие от Маньчжоу-го) политической активности они практически не вели, ограничиваясь изданием газет и брошюр.
Некоторые идеологи «Белого движения», такие как И. А. Ильин и В. В. Шульгин, приветствовали приход к власти Бенито Муссолини в Италии и Адольфа Гитлера в Германии, предлагая соратникам фашистский «метод», как способ борьбы с социализмом, коммунизмом и безбожием. При этом политические репрессии и антисемитизм они не отрицали и оправдывали.
С началом Второй мировой войны русские фашисты в Германии поддержали Гитлера и влились в ряды русских коллаборационистов.
Некоторые русские организации, ориентировавшиеся на фашизм, стремились создать и русскую версию национал-социализма.

## «Чёрная сотня»
Черносотенное движение в Российской империи рассматривают как одну из предтеч русского фашизма или фашизма в целом и национал-социализма; отмечалось влияние крайне правых русских белоэмигрантов на становление нацистской идеологии. В частности, Орландо Файджес рассматривает как протофашистскую организацию Союз русского народа — одну из ведущих организаций черносотенцев; схожим образом её рассматривали советская историография 1920—1930-х годов и один из лидеров организации Н. Марков.

## Идеологи среди белоэмигрантов
- После падения фашистских режимов по итогам Второй мировой войны фашистский[8] философ Иван Ильин писал, что фашизм возник как реакция на большевизм, поскольку искал справедливых социально-политических реформ, но в то же время совершил ряд ошибок, среди которых Ильин назвал безрелигиозность, создание правого тоталитаризма, установление партийной монополии, уход в крайности национализма и воинственного шовинизма, смешение социальных реформ с социализмом и соскальзывание через тоталитаризм в огосударствление хозяйства, идолопоклоннический цезаризм с его демагогией, раболепством и деспотией[9]. Кроме того, он указал, что русские фашисты этого не поняли и если они «водвориться в России (чего не дай Бог), то они скомпрометируют все государственные и здоровые идеи и провалятся с позором». При этом он считал, что «Франко и Салазар поняли это и стараются избежать указанных ошибок. Они не называют своего режима „фашистским“»[9]. Современный немецкий профессор Хартмут Рюдигер Петер в своей статье об Ильине и фашизме раскритиковал взгляд последнего на эту идеологию, указав, что критике подвергнуты лишь такие ошибки немецких нацистов как негативное отношение к религии и, весьма незначительно, расизм, в то время как Холокост даже не отмечен, и фашистские режимы в Испании и Португалии получают от философа хвалебную оценку[10].
- Известный деятель белого движения Василий Шульгин в 1920-е годы участвовал в работе Евразийского союза и «Школы фашизма» при Союзе монархистов и уверенно утверждал: «Я — русский фашист». Лейтмотивом пропаганды фашизма Шульгиным стало следующее: чтобы победить «красных», «белые» должны многому у них научиться и перенять их тактику. В качестве примера создания движения, способного победить большевиков, он указывал на организацию итальянских фашистов. Шульгин начал публиковать статьи в прессе, популяризировавшие идеи фашизма и предлагавшие создавать русские милитаризированные группы, как у советских коммунистов и итальянских фашистов. Разрабатывая программу возможной русской фашистской партии, Шульгин считал недостатком фашистов то, что они «неспособны подняться выше узко понимаемых ими интересов своего государства. <...> Другими словами, фашизм склонен к самоуничтожению во взаимной борьбе», и поставил Бога выше государства: «Не утверждай вслед за немцами, …что „родина превыше всего“. Родина выше всех остальных понятий человека, но выше родины — Бог. И когда ты захочешь „во имя родины“ напасть беспричинно на соседний народ, вспомни, что перед лицом Бога это грех, и отступи во имя Бога от своего намерения». Шульгин развивал свои идеи в книгах «Три столицы» и «Что нам в них не нравится»[11][12].

## Организации русского фашизма
- «Российская фашистская партия» (Харбин, Маньчжоу-го)[13].
  - «Союз фашистских крошек» (Харбин, Маньчжоу-го)[14].
  - «Союз фашистской молодёжи» (Харбин, Маньчжоу-го)[15].
  - «Союз юных фашистов — Авангард» (Харбин, Маньчжоу-го)[14].
  - «Союз юных фашисток — Авангард» (Харбин, Маньчжоу-го)[14].
  - «Российское женское фашистское движение» (Харбин, Маньчжоу-го)[14].
- «Всероссийская фашистская организация» (США, штат Коннектикут)[14].

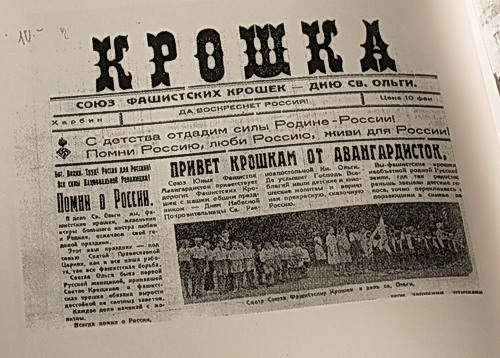
Первая полоса газеты «Крошка», печатного органа «Союза фашистских крошек» (Харбин, Маньчжоу-го)
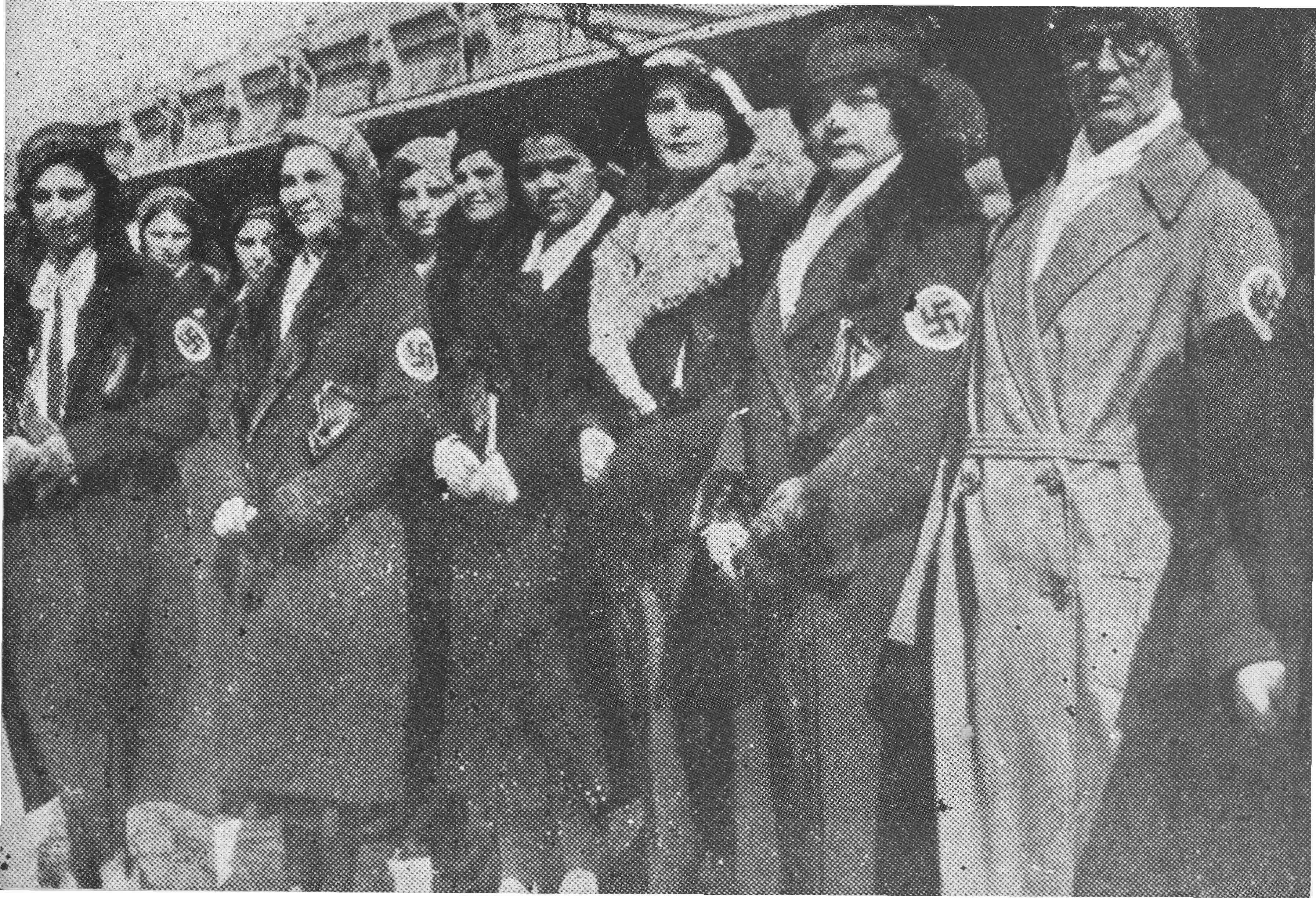
Участницы «Российского женского фашистского движения» встречают А. А. Вонсяцкого на харбинском вокзале; 1934 год.
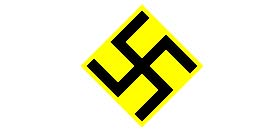
Флаг Российской фашистской партии (Харбин, Маньчжоу-го)
Знак Всероссийской фашистской организации (штат Коннектикут, США)

## Русский нацизм
- Русское национальное и социальное движение (РНСД, также РОНД — Русское Освободительное Национальное Движение, ПРО — Партия русских освобожденцев) — созданная в Берлине в апреле 1933 года белоэмигрантская национал-социалистическая организация. Один из лидеров организации — белый генерал-майор Павел Бермондт-Авалов[16][17][18], лидер белой прогерманской Западной добровольческой армии, созданной в для борьбы с большевиками и сторонниками независимости Латвии и Литвы.
- Национал-социалистическая трудовая партия России (изначально Народная социалистическая партия России) — существовавшая в годы ВОВ на оккупированных Третьим Рейхом территориях СССР коллаборационистская организация, возглавлявшаяся бригадефюрером войск СС (1-я русская дивизия СС) Брониславом Каминским, также начальником автономных администраций в Локте и Лепеле. Программа организации копировала важные постулаты нацизма, при этом ориентируясь прежде всего на крестьянство; её идеологию можно определить как «русский национал-социализм» и «крестьянский фашизм»[19][20].

## Фашизм в современной России
Возрождение черносотенного движения наблюдалось в конце и после перестройки. Так, в 1992 году член общества «Память» А. Р. Штильмарк начал издавать газету «Чёрная сотня», тогда же его группа «Чёрная сотня» отделилась от общества «Память». С 2003 года «Православный набат» — главное издание черносотенного движения, возглавляемого Штильмарком.

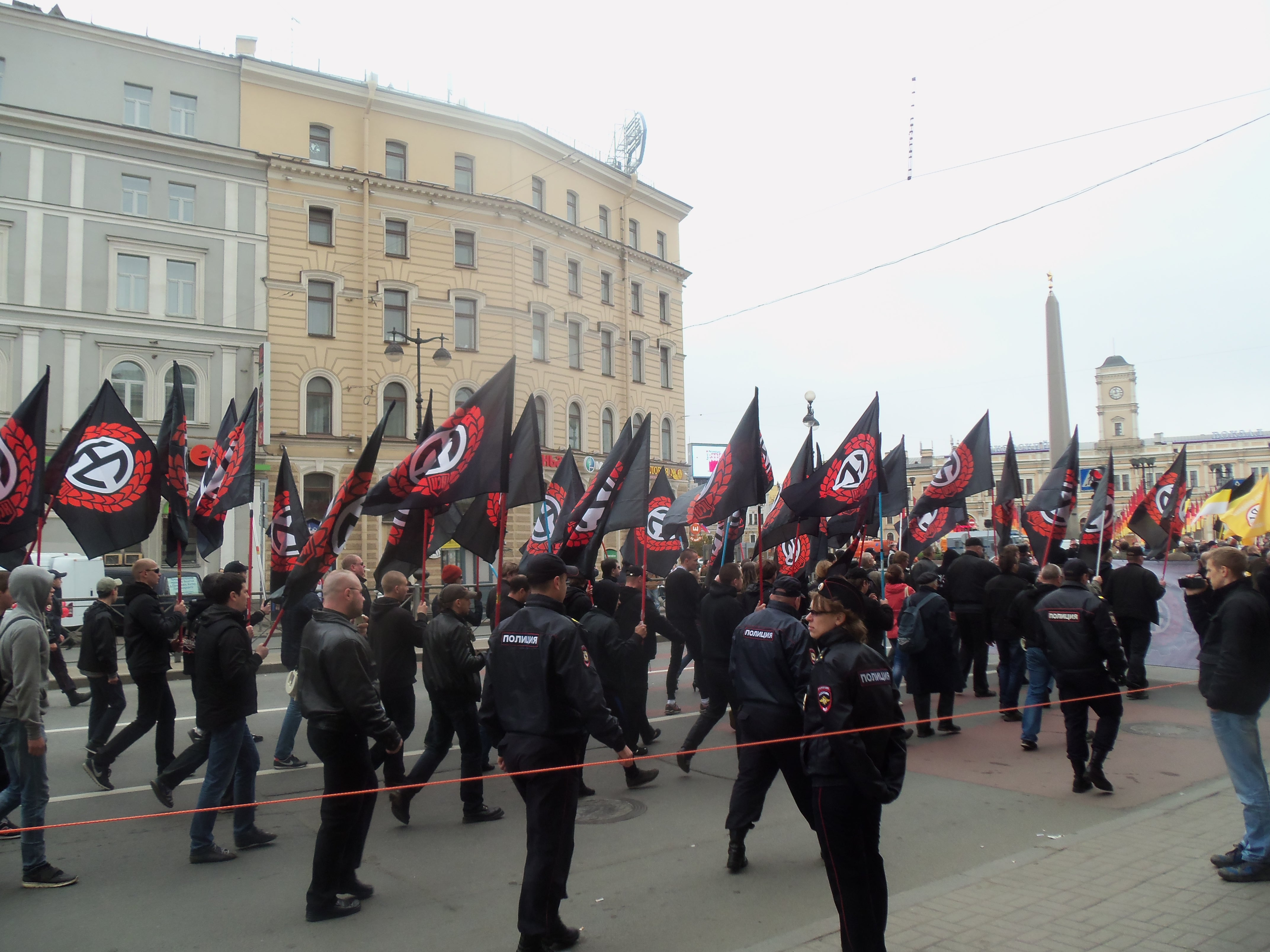
Участники неонацистской организации «Национальная социалистическая инициатива» на первомайском шествии в Санкт-Петербурге, 2014

К черносотенцам относится воссозданный в 2005 году «Союз русского народа», газета «Православная Русь», организации во главе с Михаилом Назаровым, а также основанное при участии Константина Кинчева среди «правых» фанатов группы «АлисА» сообщество «Красно-чёрная сотня».
По мнению Владимира Илюшенко, русский фашизм гораздо больше похож на германский национал-социализм, чем на итальянский фашизм. Тема «русского неонацизма» поднимается в СМИ преимущественно в связи с преступлениями, совершёнными на почве межнациональной розни и нетерпимости.
Заметным общественным явлением неонацизм стал в 1990-х в форме движения НС-скинхедов. Численность скинхедов увеличилась с нескольких десятков в начале 1990-х до десятков тысяч в начале 2000-х годов. Причинами резкого роста движения скинхедов в России эксперты считают развал системы образования и воспитания, экономический спад и безработицу во время реформ 1990-х годов, войну в Чечне, усилившую неприязнь к выходцам с Кавказа, а также недостаточную активность правоохранительных органов в борьбе с праворадикальными организациями в 90-е годы. По данным центра «Сова», количество жертв нападений по мотивам ненависти в различное время составляло до 700 человек в год (максимальные значения зафиксированы в 2008—2009 годах), к 2015 году это количество снизилось до 80 человек.